# Euxoa dodi
Euxoa dodi är en fjärilsart som beskrevs av Mcdunnough 1923. Euxoa dodi ingår i släktet Euxoa och familjen nattflyn. Inga underarter finns listade i Catalogue of Life.